# Těchobuzická
Těchobuzická es una variedad cultivar de ciruelo (Prunus domestica), de las denominadas ciruelas europeas,
una variedad de ciruela obtenida en la República Checa como cruce entre las variedades 'Domácí velkoplodá' x  'Zelená renklóda'. El fruto de pequeño a mediano, forma elíptica en vista lateral, asimétrico en vista frontal. La piel tiene un color básico de azul oscuro, y pulpa de color verde amarillento, textura firme, moderadamente jugosa, de sabor muy dulce, con una relación muy equilibrada de azúcares y ácidos, muy aromática cuando está completamente madura.

## Sinonimia
- 'Švestka Těchobuzická',
- 'Prunus domestica Těchobuzická'.

## Historia
'Techobuzická', fue creado en la República Checa como cruce entre las variedades 'Domácí velkoplodá' como "Parental Madre" y el polen de 'Zelená renklóda' como "Parental Padre". Está encuadrada en el grupo de las 'Reina Claudia'.

## Características
'Techobuzická' árbol de vigor débil a moderadamente exuberante, el hábito es de semierecto a rastrero, más tarde a colgante. La hoja es elíptica, de color verde claro a verde, de brillo medio. La flor es parcialmente autopolinizante, de tamaño pequeño a mediano y el período de floración es temprano a medio temprano. Esta variedad original checa es muy específica tanto en términos del crecimiento del árbol como del carácter de la fruta. Crece de forma algo extendida y parecida a un sauce, y requiere una poda de mantenimiento incrementada. Entra en fertilidad muy tarde. Entonces suele dar buenos frutos. Los árboles son muy adaptables a las condiciones ambientales, creciendo y dando frutos de forma fiable en todas las zonas. No son especialmente exigentes en cuanto a condiciones de hábitat y técnicas agrícolas, salvo la poda de mantenimiento.
'Techobuzická' tiene una talla de tamaño de fruto de pequeño a mediano, forma elíptica en vista lateral, asimétrico en vista frontal. La piel tiene un color básico de azul oscuro después de retirar la pruina; pulpa de color verde amarillento, textura firme, moderadamente jugosa, de sabor muy dulce, con una relación muy equilibrada de azúcares y ácidos, muy aromática cuando está completamente madura, con una valoración general de excelente, con un ºBrix 14-16 %.
Hueso libre o ligeramente adherente, con una forma ampliamente elíptica cuando se la ve de lado, y angostamente elíptica cuando se la ve de frente.
Su tiempo de recogida de cosecha se inicia en su maduración en la primera decena de agosto a principios de septiembre. Los frutos son muy interesantes, cambian de color rápidamente, pero son muy duros y ácidos, y hay que dejarlos madurar en el árbol durante mucho tiempo. Luego quedan tiesas, pero deliciosas y con un sabor muy específico. La variedad es resistente a la viruela del ciruelo.

## Usos
La ciruela 'Techobuzická' se comen crudas de fruta fresca en mesa, en macedonias de frutas, pero también en postres, repostería, como acompañamiento de carnes y platos. Se transforma en mermeladas, almíbar de frutas, compotas.

## Cultivo
Parcialmente autofértil, es una muy buena variedad polinizadora de todos los demás ciruelos de Reina Claudia. Mejora su producción cuando es polinizado por 'Opal', 'Czar' o 'Victoria'.